# Nansemond
Els nansemond són una tribu d'ameríndia reconeguda estatalment per la Commonwealth de Virgínia, juntament amb altres deu tribus de Virgínia. No estan reconegudes pel govern federal, però són una de les sis tribus de Virgínia sense reserves que s'inclouen en un projecte de llei per al reconeixement federal sota consideració pel congrés dels Estats Units.
La majoria dels membres de la tribu viuen a l'àrea Suffolk/Chesapeake (Virgínia). En el moment de la trobada amb els europeus, la tribu nansemond històrica parlava una varietat d'algonquí.

## Història
Els Nansemond eren membres del cacicat Powhatan. Vivien al llarg del riu Nansemond, una àrea que ells anomenaven Chuckatuck. En 1607, quan els anglesos arribaren a assentar-se a Jamestown, els Nansemond foren inicialment cautelosos.
En 1608 els anglesos van atacar una de les ciutats nansemond, cremant les cases i destruint les canoes per obligar-los a donar blat de moro als colons. El capità John Smith i els seus homes van exigir 400 bushels de blat de moro o amenaçaren de destruir el llogaret, les canoes que quedaven i les cases. La tribu accedí, i Smith i els seus homes marxaren amb la major part de reserves de blat de moro de la tribu. Van tornar al mes següent per a la resta, el que va deixar la tribu en mal estat per a l'hivern. Les relacions entre anglesos i nansemond es deterioraren encara més en 1609, quan els anglesos van tractar de prendre el control de l'illa de Dumpling, on vivia el cap principal i on es guardaven els temples de la tribu i objectes sagrats. Els anglesos van destruir els llocs d'enterrament de líders tribals i temples. Les cases i llocs religiosos van ser saquejats pels objectes de valor, com ara perles i abillaments de coure enterrats amb els cossos dels líders. A la dècada de 1630 els anglesos van començar a moure's per terres nansemond, amb reaccions mixtes.

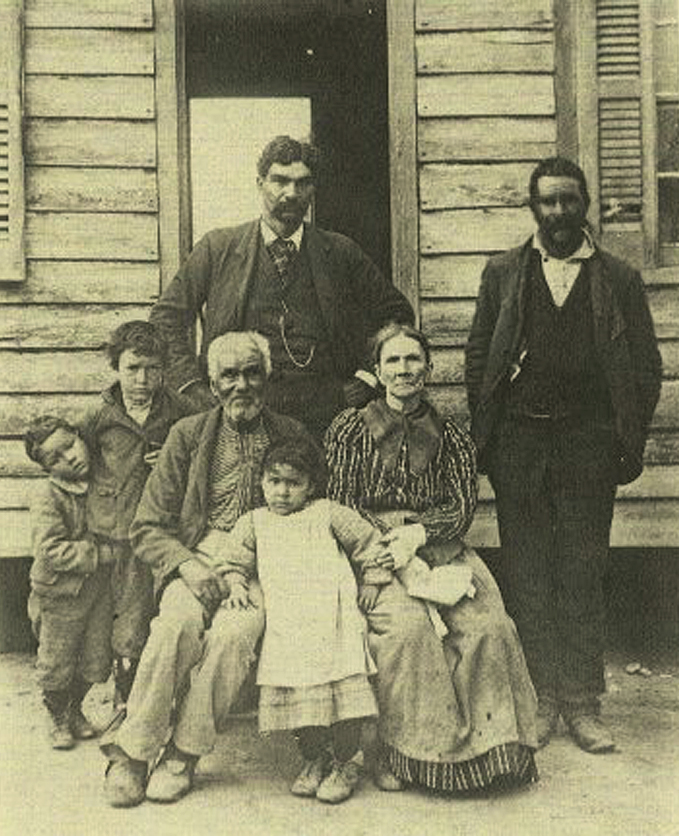
Membres de la tribu Nansemond, c.1900

### Casament de John Basye o Basse o Base i Elizabeth
John Basye o Basse o Base, un dels primers colons de Virgínia, es casà amb Elizabeth, filla del rei de la Nació Nansemond batejada i casada el 14 d'agost de 1638. Bass va néixer el 7 de setembre de 1616; va morir en 1699.
Van tenir vuit 8 fills (Elizabeth; John; Jordan; Keziah; Nathaniel; Richard; Samuel; William). Estan emparentats amb la família Coppedge/Coppage/Coppidge.
Alguns Nansemond es reclamen descendents d'aquest matrimoni. Basant-se en la seva recerca, el Dr. Helen C. Rountree va dir que tots els actuals nansemond són descendents d'aquest matrimoni, fent de la tribu un afer familiar.
La foto a l'esquerra mostra els membres de les famíliues Weaver i Bass, cap al 1900:
"William H. Weaver és assegut; Augustus Bass està dret darrere d'ell La família Weaver arribaren de l'Índia sota contracte d'indenture i vivien lliures al comtat de Lancaster pel 1710. Pel 1732 eren "taxables" [nota: negres lliures i indis havien de pagar un impost a Virgínia i Carolina del Nord] al comtat de Norfolk i propietaris "mulats" taxables al comtat de Hertford (Carolina del Nord) pel 1741. 
Els nansemond es van veure afectats per les pressions colonials angleses al segle xvii i es va dividir. Els que es van cristianitzar i adoparen més costums anglesos van romandre al llarg del riu Nansemond com a grangers. "Els altres nansemonds combateren als anglesos en 1644, marxaren al sud-oest del riu Nottoway, i els fou assignada una reserva per la colònia de Virgínia. Pel 1744 havien deixat d'utilitzar la reserva i s'havien anat a viure amb els indis nottoway [nota: aquesta era una tribu de parla iroquesa ] en una altra reserva propera... Els nansemond van vendre llur reserva en 1792 i foren coneguts com a indis "ciutadans".

## Els nansemond avui
Actualment els nansemond tenen al voltant de 200 membres registrats. Com a "tribu ciutadana", van obtenir el reconeixement de Virgínia en 1984. La irrupció de les guerres i la pèrdua dels registres a Virgínia podria fer que fos difícil per a ells proporcionar l'àmplia documentació necessària per al reconeixement federal. El cap actual és Barry "Big Buck" Bass.
Porten a terme reunions mensuals tribals a l'Església Metodista Unida Indiana (que va ser fundada el 1850 com una missió per als nansemand). La tribu és co-amfitriona d'un pow wow anual al juny a Chesapeake, i convoca un pow wow anual tots els anys a l'agost. La tribu també ha operat un museu i botigues de regals.

### Mattanock
Els Nansemond són una de les poques tribus reconegudes estatalment de Virgínia que no ha comprat terra per a la seva tribu. Però han intentat reclamar a la vila de Suffolk 100 acres (0,4 km²) d'un parc davant del riu de 1.100 acres (4,5 km²). Volien usar aquesta terra per a reconstruir Mattanock, una vila de llurs avantpassats. El plan era atraure turistes amb l'exposició de la seva herència. La tribu ha sol·licitat l'ajuda de Helen C. Rountree, la investigadora que va ajudar a identificar la ubicació de la vila de Mattanock. El poble utilitzaria la recerca arqueològica per assegurar les dimensions adequades de les cases llargues que es construirien a l'indret.
Han estat tractant d'obtenir l'àrea durant més de 10 anys com a lloc per a posar un centre cultural, el poble Mattanock, oficines tribals, camps de pow wow i un lloc de trobada. El grup de treball de Suffolk en el projecte, format en la seva majoria per no indígenes, ha donat suport donant el lloc als nansemond. L'alcalde de Suffolk, E. Dana Dickens III, també ha sortit en defensa del projecte, dient de la proposta de museu i vila, "Certament, podria ser una gran part del turisme de Suffolk." La tribu ha hagut de subministrar plans detallats per al projecte, incloent dibuixos. També han hagut de presentar la documentació per al grup de treball Mattanock Town que explica el tipus de fundació no lucrativa que es crearà una vegada que el títol de propietat de la terra es doni a la tribu. Tot el que els nansemond necessitaven és l'aprovació del consistori municipal de Suffolk.
En novembre de 2010 el Consell Municipal de Suffolk acordà transferir la terra als nansemond. En juny de 2011 tot es va aturar com a resultat de les preocupacions que tenia la tribu amb l'acord de la proposta de desenvolupament enviada per la ciutat a l'associació tribal al desembre. Com a resultat, el projecte s'ha retardat i es manté en el llimb legal.
L'agost de 2013 la vila de Suffolk transferí les terres ancestrals nansemond a la tribu. En novembre de 2013 membres de la tribu nansemond es van reunir en el lloc de la vila de Mattanock i van beneir la terra.

## Reconeixement federal
Als nansemond i a les altres tribus de Virgínia no se'ls ha concedit el reconeixement federal pel govern dels Estats Units, però s'han introduït en les dues cambres del Congrés un projecte de llei per reconèixer 6 tribus: Tribu Índia Chickahominy; Tribu Índia Eastern Chickahominy; Tribu Upper Mattaponi; Tribu Rappahannock, Inc.; Nació Índia Monacan; i Tribu Índia Nansemond. En 2009 els partidaris proposar de nou la "Thomasina E. Jordan Indian Tribes of Virginia Federal Recognition Act". El juny de 2009 el projecte va ser aprovat pel Comitè de la Cambra sobre els Recursos Naturals i la Cambra de Representants. Un projecte de llei d'acompanyament va ser enviat al Senat la data després que el projecte de llei fos votat a la Cambra. Aquest projecte de llei va ser enviat al Comitè del Senat sobre Afers Indígenes. El 22 d'octubre de 2009, el projecte de llei va ser aprovat pel comitè del Senat i el 23 de desembre es va posar al calendari legislatiu del Senat. Aquest és el més lluny que ha arribat el projecte de llei en el procés del Congrés. El projecte de llei actualment té objeccions per "preocupacions jurisdiccionals", com el senador Tom Coburn (R-Ok) qui considera que les sol·licituds de reconeixement tribal han de ser processades a través de la Bureau of Indian Affairs, un procés que les tribus de Virgínia no poden utilitzar perquè Walter Plecker, el primer secretari (1912-1946) de la llavors recentment creada Oficina d'Estadístiques Vitals de Virgínia, que reclassificava tots els registres dels membres de la tribu nascuts a Virgínia com "de color".